# Jacques Dreyfus
Pour les articles homonymes, voir Dreyfus.
Jacques (Jacob) Dreyfus, né le 7 juin 1844 à Mulhouse et mort le 15 mars 1915 à Belfort, est le frère aîné du capitaine Alfred Dreyfus. Il participe au financement de la défense de son frère.

## Biographie
Jacques Dreyfus est né le 7 juin 1844 à Mulhouse, Haut-Rhin. Il est le fils de Raphaël Dreyfus, filateur, et de Jeannette Libmann. Il est le frère de Mathieu Dreyfus et d'Alfred Dreyfus.
Il se marie le 29 juin 1874, dans le 8e arrondissement de Paris avec Louisa (Louise) Wimpfheimer, originaire de Philadelphie et née le 25 octobre 1852.

## L'Affaire Dreyfus
Lorsque Alfred Dreyfus est condamné à l'exil, trois membres de la famille Dreyfus attendent le verdict à la prison du Cherche-Midi, incluant l'américain Sam Wimpfheimer, le beau-frère de Jacques Dreyfus.
En avril 1896, Mathieu Dreyfus, accompagné de Sam Wimpfheimer, qui agit comme traducteur, part pour Londres, pour demander de l'aide de l'agence de détectives Cook. Cette dernière sollicite l'aide du correspondant à Paris du Daily Chronicle, Clifford Millage, qui publie en septembre 1896, la fausse nouvelle qu'Alfred Dreyfus s'est évadé de son exil. La nouvelle s'amplifie, sans que vérification soit faite, et le gouvernement français en nie publiquement la véracité. L'opinion publique est influencée, c'était le but. Cette manœuvre est un des facteurs à l'origine du retour en France d'Alfred Dreyfus et de l'ouverture d'un nouveau procès en septembre 1899.
Pour obtenir la libération et le pardon d'Alfred Dreyfus, il faut des moyens financiers. L'argent est fourni par les industries familiales dirigées par Jacques Dreyfus.

## Mort de Jacques Dreyfus
Jacques Dreyfus meurt le 15 mars 1915 à Belfort et il est enterré au cimetière israélite de Belfort.
Louisa Dreyfus, son épouse, va vivre, avec la famille Dreyfus, à Carpentras. Elle est morte dans le 16e arrondissement de Paris, le 20 octobre 1931,. 